# ジョン・アロイージ
ジョン・アロイージ（John Aloisi, 1976年2月5日 - ）は、オーストラリア・アデレード出身で同国代表の元サッカー選手、サッカー指導者。ポジションはフォワード。イタリア系オーストラリア人。
ジョン・アロイジと表記する場合もある。兄のロス・アロイージ（Ross Aloisi）もサッカー選手。

## 経歴
FIFAコンフェデレーションズカップ2005に参加したオーストラリア代表チームは、全敗でグループリーグ敗退だったが、アロイージはグループリーグ3試合で4得点を挙げる活躍をみせた。
2006 FIFAワールドカップ予選では南米の強豪ウルグアイとの大陸間プレーオフ第2戦（2005年11月16日）において、ワールドカップ出場権が賭かったプレッシャーのかかるPK戦の場面で最後のキッカーを務め、オーストラリア代表チームを32年ぶりの本大会出場に導いた。本大会では出場4試合全て途中出場だったものの日本戦では3点目のゴールを挙げ、チームのベスト16進出に貢献した。
AFCアジアカップ2007決勝トーナメント1回戦ではチームは日本にPK戦の末敗れたが、先制ゴールを決めている。
2011年に現役から引退し、最後の所属クラブだったメルボルン・ハートFCのユースチームの監督に就任する。2012年5月、メルボルン・ハートFCトップチームの監督に就任。2013年12月、成績不振により解任された。

## 人物
- ヨーロッパの各リーグを渡り歩いたベテラン選手。
- 母国オーストラリアへの愛情を事ある毎に語っており、「選手生活の最後はアデレード・ユナイテッドFC（兄のロス・アロイージは同チームのキャプテンを務めた）で終えたい」と話している。
- 2006年ドイツ・ワールドカップで対戦したブラジル代表のロナウドは「オーストラリアの選手で知っているのはアロイージだけ」と語っている。

## 所属クラブ
- アデレード・シティFC 1991-1992
- スタンダール・リエージュ 1992-1993
- ロイヤル・アントワープFC 1993-1995
- クレモネーゼ 1995-1997
- ポーツマスFC 1997-1999
- コヴェントリー・シティFC 1999-2001
- CAオサスナ 2001-2005
- デポルティーボ・アラベス 2005-2007
- セントラルコースト・マリナーズFC 2007-2008
- シドニーFC 2008-2010
- メルボルン・ハートFC 2010-2011

## 代表歴

### 出場大会
- オーストラリア代表
  - 2006 FIFAワールドカップ

### 試合数
- 国際Aマッチ 55試合 27得点（1997年-2008年）[2]

| オーストラリア代表 | 国際Aマッチ | 国際Aマッチ |
| 年                 | 出場        | 得点        |
| ------------------ | ----------- | ----------- |
| 1997               | 11          | 7           |
| 1998               | 1           | 0           |
| 1999               | 0           | 0           |
| 2000               | 2           | 1           |
| 2001               | 10          | 7           |
| 2002               | 0           | 0           |
| 2003               | 2           | 0           |
| 2004               | 5           | 2           |
| 2005               | 8           | 5           |
| 2006               | 10          | 4           |
| 2007               | 5           | 1           |
| 2008               | 1           | 0           |
| 通算               | 55          | 27          |

## 指導歴
- メルボルン・ハートFC 2011-2012　(ユース)
- メルボルン・ハートFC 2012-2013
- ブリスベン・ロアーFC 2015-